# Blizzard of Ozz
Blizzard of Ozz je prvi solo album hevi metal pevača Ozija Ozborna, snimljen 1980-te godine. Prvi put pušten u prodaju 20. septembra 1980-te godine. Blizzard of Ozz je još uvek najprodavaniji album Ozija Ozburna, prodan u više od 4 miliona primeraka samo u Sjedinjenim Državama.

## Pesme
- Prva Strana
  1. ""-5:16
  2. ""-4:56
  3. ""-5:36
  4. ""-0:50
  5. ""-4:21
- Druga Strana
  1. ""-4:55
  2. ""-3:53
  3. ""-6:09
  4. ""-3:28
- Bonus Pesma 2002
  1. ""-4:16

## Osoblje
- Ozi Ozborn - Glavni vokal
- Rendi Roads - Gitara
- Bob Dejzli - Bas
- Li Kerslejk - Bubnjevi

Dodatno osoblje
- Don Ajrej - Klavijatura
- Rudi Sarzi - Bass
- Tomi Aldridz - Bubnjevi

Produkcija
- Maks Norman - Inženjer